# Mashīrān
Mashīrān (persiska: مشيران, مُشيران) är en ort i Iran.   Den ligger i provinsen Ardabil, i den nordvästra delen av landet, 500 km nordväst om huvudstaden Teheran. Mashīrān ligger 687 meter över havet och antalet invånare är 929.
Terrängen runt Mashīrān är huvudsakligen kuperad. Mashīrān ligger nere i en dal. Runt Mashīrān är det ganska tätbefolkat, med 56 invånare per kvadratkilometer. Närmaste större samhälle är Vargahān, 7,4 km sydväst om Mashīrān. Trakten runt Mashīrān består i huvudsak av gräsmarker.